# رونالد گورا
رونالد گورا (به انگلیسی: Ronald Gora) (زادهٔ ۱۰ مارس ۱۹۳۳) شناگر اهل ایالات متحده آمریکا است.